# Bulldozer (italská hudební skupina)
Bulldozer (zpočátku psáno s metalovou přehláskou jako Bulldözer) je italská speed/thrash/black metalová kapela, která byla založena roku 1980 v Miláně pod původním názvem Barraküda kytaristou Andy Panigadou a baskytaristou Dario Carriou. Byli označováni za italskou odpověď na britskou blackmetalovou skupinu Venom. Je to jedna z nejznámějších raných italských metalových kapel vedle např. Schizo a Necrodeath. 
Debutové studiové album s názvem The Day of Wrath vyšlo v roce 1985.

## Diskografie
Dema
- Demo (1984)

Studiová alba
- The Day of Wrath (1985)
- The Final Separation (1989)
- IX (1987)
- Neurodeliri (1988)
- Unexpected Fate (2009)

Singly
- Fallen Angel (1984)
- Dance Got Sick! (1992)
- Heretic! (2021)

Kompilační alba
- The Exorcism (2013)

Živá alba
- Alive....in Poland (1990)
- Last Live Legend (2008)
- Live at Rock Hard Festival, Germany 2010 (2011)
- Alive... in Poland 2011 (Back After 22 Years) (2012)
- Live at Rock Hard Germany 2010 (2020)

Kolaborativní alba
- Dance Got Sick Part Two (Infectious Dance) (1992)
- Yum Yum (1993)
- I Wanna Go Up! (1994)
- Love Train (1994)
- Blah Blah Blah (1995)

Split nahrávky
- Jingle Hells (2014) – split 10" vinyl s italskou kapelou Death SS

Box sety
- 1983/1990: The Years of Wrath (1999) – sada 4 CD
- Regenerated in the Grave (2006) – sada 5 CD
- Anthology Box (2021) – sada 4 CD
- Ride Hard Die Fast: The Complete Bulldozer Discography 1984–1990 (2021) – sada 7 vinylů

## Videografie
- The NeuroSpirit Lives (DVD, 2013)